# Timsfors
Timsfors är en tidigare tätort i Markaryds kommun i Kronobergs län. Vid 2015 års tätortsavgränsning hade bebyggelsen vuxit samman med Markaryds tätort.

## Historia
Thimsfors anlades som järnbruk av sjökaptenen Anders Thim (1769-1820) år 1798. Han utnyttjade läget vid den närliggande ån Lagan för att förse bruket med energi. Senare började man tillverka papper på bruket, vilket man gjorde ända fram till 2006. Runt om fabriken växte ett småskaligt brukssamhälle fram med affärer och en skola.
Timsfors kapell är en kyrkobyggnad på orten.

### Befolkningsutveckling
| Befolkningsutvecklingen i Timsfors 1960–2010 | Befolkningsutvecklingen i Timsfors 1960–2010 | Befolkningsutvecklingen i Timsfors 1960–2010 | Befolkningsutvecklingen i Timsfors 1960–2010 | Befolkningsutvecklingen i Timsfors 1960–2010 |
| -------------------------------------------- | -------------------------------------------- | -------------------------------------------- | -------------------------------------------- | -------------------------------------------- |
|                                              |                                              |                                              |                                              |                                              |
| År                                           |                                              |                                              | Folkmängd                                    | Areal (ha)                                   |
| 1960                                         | 1960                                         |                                              | 514                                          |                                              |
| 1965                                         | 1965                                         |                                              | 583                                          |                                              |
| 1970                                         | 1970                                         |                                              | 754                                          |                                              |
| 1975                                         | 1975                                         |                                              | 815                                          |                                              |
| 1980                                         | 1980                                         |                                              | 870                                          |                                              |
| 1990                                         | 1990                                         |                                              | 783                                          | 106                                          |
| 1995                                         | 1995                                         |                                              | 667                                          | 106                                          |
| 2000                                         | 2000                                         |                                              | 638                                          | 104                                          |
| 2005                                         | 2005                                         |                                              | 609                                          | 104                                          |
| 2010                                         | 2010                                         |                                              | 637                                          | 102                                          |
| Anm.: Sammanvuxen med Markaryd 2015.         |                                              |                                              |                                              |                                              |

## Näringsliv
Tidigare var pappersbruket Smurfit Kappa Lagamill (tidigare Munksjö Lagamill), där man tillverkade wellpapp av returpapper, en stor arbetsplats i kommunen. Större delen av verksamheten lades dock ned 2006.
Lagamills pappersbruk anlades 1896, och Lagamills AB bildades 1921. Det förvärvades 1931 av Munksjö AB, som 1993 fick irländska  Smurfit Kappa Group som huvudägare.
Kraftstationen i Thimsfors byggdes 1897 för att förse pappersbruket med energi. Större ombyggnader har utförts 1925, 1951 och 1986. År 1983 sålde Munkfors AB Timsfors kraftverk till Sydkraft. Idag ägs anläggningen av Norska Statkraft. Timsfors har 7 aggregat med en maximal effekt på 2,9 MW. Årsproduktionen är 13 GWh.